# Coccus asiaticus
Coccus asiaticus är en insektsart som beskrevs av Karl Hermann Leonhard Lindinger 1932. Coccus asiaticus ingår i släktet Coccus och familjen skålsköldlöss. Inga underarter finns listade i Catalogue of Life.